# Epifanio (nome)
Epifanio  è un nome proprio di persona italiano maschile.

## Varianti
- Maschili: Epifano[1][3]
  - Ipocoristici: Fanio[5]
- Femminili: Epifania[1][3], Epifana[3]

### Varianti in altre lingue
- Basco: Epipani[6]
- Catalano: Epifani[6]
- Francese: Épiphane
- Greco antico: Επιφανιος (Epiphanios)[1]
- Greco moderno: Επιφάνιος (Epifanios)
- Latino: Epiphanius[1][4]
- Polacco: Epifaniusz
- Portoghese: Epifânio
- Russo: Епифаний (Epifanij)
- Serbo: Епифаније (Epifanije)
- Spagnolo: Epifanio[4][6]
- Ucraino: Єпифаній (Jepyfanij), Епіфаній (Epifanij)
- Ungherese: Epiphaniosz

## Origine e diffusione
Deriva, tramite il latino Epiphanius, dal nome greco Επιφανιος (Epiphanios); è basato su επιφανης (epiphanes), che significa "ben distinto", "illustre", "nobile" o su επιφανεια (epiphaneia, "apparizione", "manifestazione"). Etimologicamente, entrambi i termini sono composti dalle radici ἐπί (epi, "su", "sopra", da cui anche Epaminonda ed Epafrodito) e φαίνω (phaino, "splendere", "apparire", presente anche in Teofane, Metrofane e Aristofane).
Il nome, diffusosi grazie al culto di vari santi così chiamati, è associato anche alla festa cristiana dell'Epifania (che commemora appunto la rivelazione di Dio incarnato in Gesù). In Italia è accentrato per metà dei casi in Sicilia, e per il resto sparso sul territorio nazionale.

## Onomastico

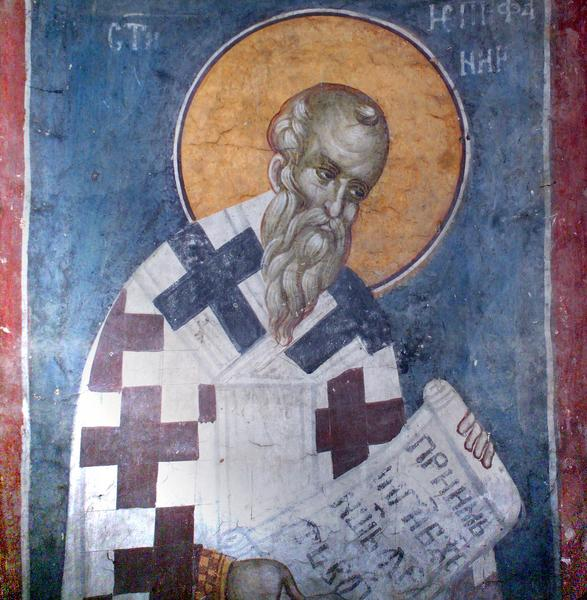
Epifanio di Salamina

L'onomastico si può festeggiare in memoria di vari santi così chiamati, fra i quali, alle date seguenti:
- 21 gennaio, sant'Epifanio, vescovo di Pavia e confessore[8][9]
- 7 aprile, sant'Epifanio, vescovo e martire con altri dodici compagni in Nordafrica[6][9]
- 12 maggio, sant'Epifanio, vescovo di Salamina e padre della Chiesa[2][8][9]
- 12 maggio, sant'Epifanio il Saggio, monaco e agiografo ortodosso, commemorato dalle Chiese orientali[8]
- 12 maggio, santa Epifana, martire a Lentini[10]
- 6 ottobre, santa Epifania, figlia di Rachis, monaca presso il monastero di Santa Maria delle Cacce a Pavia[10]

Inoltre, può essere festeggiato anche il 6 gennaio, in occasione dell'Epifania.

## Persone
- Epifanio, vescovo di Benevento

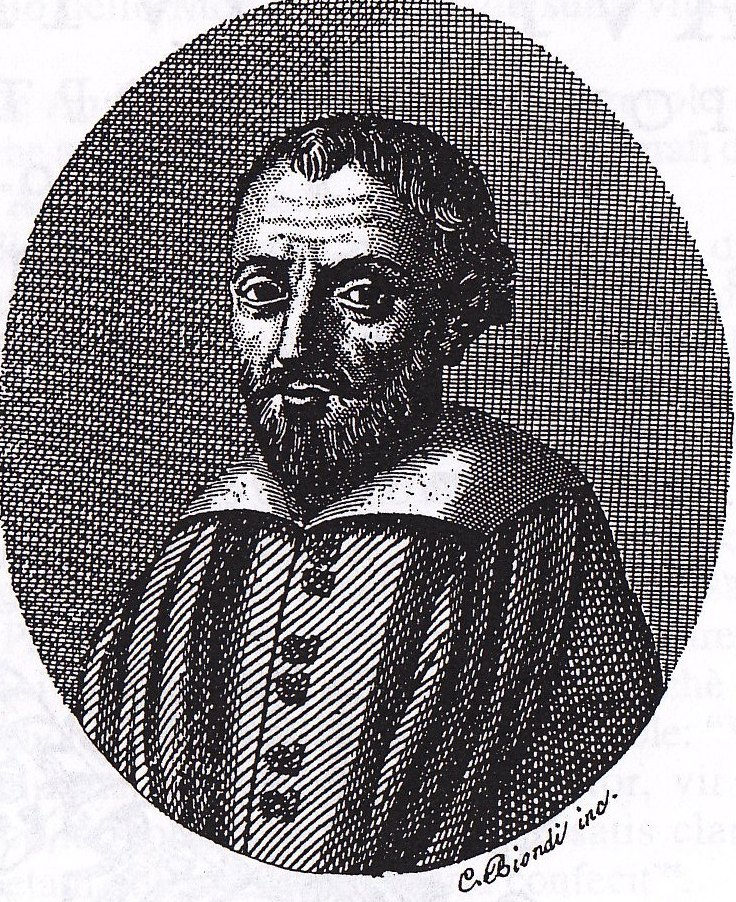
Epifanio Ferdinando

- Epifanio, patriarca di Costantinopoli
- Epifanio, vescovo di Pavia
- Epifanio, scrittore e vescovo di Salamina
- Epifanio il Saggio, monaco e scrittore russo
- Epifanio I, arcivescovo ortodosso ucraino
- Epifanio Scolastico, storico romano
- Epifanio Cataldo Giudiceandrea, docente e politico italiano
- Epifanio Ferdinando, medico e filosofo italiano
- Epifanio Fernández Berridi, calciatore spagnolo
- Epifanio García, calciatore paraguaiano
- Epifanio González, arbitro di calcio paraguaiano
- Epifanio Li Puma, politico e sindacalista italiano
- Epifanio Méndez Fleitas, politico, scrittore e musicista paraguaiano

### Variante Epifanij
- Epifanij Akulov, presbitero e religioso russo
- Epifanij Slavineckij, religioso e traduttore russo

## Il nome nelle arti
- Epifanio Gilardi è un personaggio comico interpretato da Antonio Albanese.